# Homo sapiens (schedelfragment uit Nederland)
De oudste vondst van een moderne mens in Nederland tot op heden (2021) bestaat uit een rechterwandbeen (os parietale). Het werd in 2013 ten zuiden van de Eurogeul door de vissersboot Scheveningen opgevist. Een C14-datering wees op een ouderdom van 13.000 jaar, ten tijde van het mesolithicum. Het betreft een omstreeks 50 jaar oud persoon, 'vermoedelijk een vrouw.' Sporen van een genezen aandoening wijzen erop dat de persoon in zijn of haar jeugd misschien last van bloedarmoede had of een tekort aan vitamine C of D.
Een vergelijkbare vondst was die van een schedelfragment, in 2010 gevonden op het strand van Texel. De leeftijd hiervan werd geschat op 10-12.000 jaar.
aDNA (ancient DNA)-onderzoek uit 2018, aan onder meer het skelet van de Britse Cheddar man, leverde genetische aanwijzingen op dat onze voorouders een donkere huidskleur hadden en blauwe ogen.